# جول استروتزل
جول استروتزل (به انگلیسی: Joel Stroetzel) متولد ۲۴ ژوئیه ۱۹۸۰، (۲ مرداد ۱۳۵۹) گیتاریست گروه متال‌کور ماساچوستی کیلسوئیچ انگیج می‌باشد.